# WWE Worlds Collide
WWE Worlds Collide es un evento de lucha libre profesional producido por la WWE y transmitido en vivo por YouTube y Netflix, anteriormente en WWE Network, donde ha participo las marcas de NXT, Raw y SmackDown y de las empresas de Total Nonstop Action Wrestling (TNA) y Lucha Libre AAA Worldwide (AAA); anteriormente contaba con las marcas de 205 Live y NXT UK, .

## Edición

### Worlds Collide 2019
Worlds Collide 2019 tuvo lugar el 2 de febrero de 2019 desde el Phoenix Convention Center en Phoenix, Arizona.

#### Antecedentes
La tarjeta incluía coincidencias que resultaron de historias guionadas, donde los luchadores representaban a heel, face, o menos distinguible personajes en los eventos con guion que generaron tensión y culminaron en un combate de lucha libre o una serie de lucha. Los resultados fueron predeterminados por los escritores de WWE en 205 Live, NXT, y NXT UK marcas, con guiones producidos en los programas de televisión semanales de la WWE,  NXT,  NXT UK, y el cruiserweight - exclusivo  205 Live .
El ganador del torneo recibirá un partido de campeonato de su elección, ya sea para el United Kingdom, NXT, o el Cruiserweight Championship (el esta última solo es una opción si el ganador está dentro del límite de peso de 205 lb.)
El 10 de enero, se anunció un evento de 15 hombres batalla real para el evento. El orden de eliminación en la batalla real determinará los partidos de primera ronda del torneo Worlds Collide. El ganador de la batalla real recibirá un adiós a la segunda ronda.

#### Resultados: 26 de enero
- Jordan Devlin ganó un 15-men's Battle Royal y avanzó a los cuartos de final del Torneo de Worlds Collide (16:10).
  - Devlin eliminó finalmente a Velveteen Dream, ganando la lucha.
  - Los otros participantes fueron: Adam Cole, Cedric Alexander, Dominik Dijakovic, Drew Gulak, Humberto Carrillo, Keith Lee, Mark Andrews, Shane Thorne, TJP, Tony Nese, Travis Banks, Tyler Bate y Zack Gibson.
- Drew Gulak derrotó a Mark Andrews y avanzó a los cuartos de final del Torneo de Worlds Collide (8:29).
  - Gulak cubrió a Andrews con un «Roll-up».
- Dominik Dijakovic derrotó a TJP y avanzó a los cuartos de final del Torneo de Worlds Collide (8:56).
  - Dijakovic cubrió a TJP después de un «Feast Your Eyes».
- Keith Lee derrotó a Travis Banks y avanzó a los cuartos de final del Torneo de Worlds Collide (5:06).
  - Lee cubrió a Banks después de un «Ground Zero».
- Humberto Carrillo derrotó a Zack Gibson y avanzó a los cuartos de final del Torneo de Worlds Collide (6:15).
  - Carrillo cubrió a Gibson después de un «Arabian Press»
- Velveteen Dream derrotó a Tony Nese y avanzó a los cuartos de final del Torneo de Worlds Collide (9:05).
  - Dream cubrió a Nese después de un «Purple Rainmaker».
- Adam Cole derrotó a Shane Thorne y avanzó a los cuartos de final del Torneo de Worlds Collide (11:10).
  - Cole cubrió a Thorne después de un «Last Shot».
- Tyler Bate derrotó a Cedric Alexander y avanzó a los cuartos de final del Torneo de Worlds Collide (10:37).
  - Bate cubrió a Alexander después de un «Tyler Driver '97».
- Jordan Devlin derrotó  a Drew Gulak y avanzó a las semifinales del Torneo de Worlds Collide (11:43).
  - Devlin cubrió a Gulak después de un «Ireland's Call».
- Velveteen Dream derrotó a Humberto Carrillo y avanzó a las semifinales del Torneo de Worlds Collide (11:43).
  - Dream cubrió a Carrillo después de un «Dream Valley Driver».
- Adam Cole derrotó a Keith Lee y avanzó a las semifinales del Torneo de Worlds Collide (10:24).
  - Cole cubrió a Lee después de un «Last Shot».
- Tyler Bate derrotó a Dominik Dijakovic y avanzó a las semifinales del Torneo de Worlds Collide (9:23).
  - Bate cubrió a Dijakovic después de un «Tyler Driver '97».

#### Resultados: 27 de enero
- Tyler Bate derrotó a Adam Cole y avanzó a la final del Torneo de Worlds Collide (10:30).
  - Bate cubrió a Cole después de un «Tyler Driver '97».
- Velveteen Dream derrotó a Jordan Devlin y avanzó a la final del Torneo de Worlds Collide (12:23).
  - Dream cubrió a Devlin después de un «Purple Rainmaker».
- Velveteen Dream derrotó a Tyler Bate y ganó el Torneo de Worlds Collide (16:09).
  - Dream cubrió a Bate después de un «Purple Rainmaker».
  - Después de la lucha, ambos se dieron la mano y un abrazo en la señal de respeto.

##### Cuadro del torneo de WWE Worlds Collide
|  | Primera ronda Royal Rumble Axxess (1/26) (Transmitido 2/2) | Primera ronda Royal Rumble Axxess (1/26) (Transmitido 2/2) | Primera ronda Royal Rumble Axxess (1/26) (Transmitido 2/2) |                  |                   | Cuartos de final Royal Rumble Axxess (1/26) (Transmitido 2/2) | Cuartos de final Royal Rumble Axxess (1/26) (Transmitido 2/2) | Cuartos de final Royal Rumble Axxess (1/26) (Transmitido 2/2) |  |                 | Semifinales Royal Rumble Axxess (1/27) (Transmitido 2/2) | Semifinales Royal Rumble Axxess (1/27) (Transmitido 2/2) | Semifinales Royal Rumble Axxess (1/27) (Transmitido 2/2) |                 |                 | Final Royal Rumble Axxess (1/27) (Transmitido 2/2) | Final Royal Rumble Axxess (1/27) (Transmitido 2/2) | Final Royal Rumble Axxess (1/27) (Transmitido 2/2) |  |
|  |                                                            |                                                            |                                                            |                  |                   |                                                               |                                                               |                                                               |  |                 |                                                          |                                                          |                                                          |                 |                 |                                                    |                                                    |                                                    |  |
|  |                                                            |                                                            |                                                            |                  |                   |                                                               |                                                               |                                                               |  |                 |                                                          |                                                          |                                                          |                 |                 |                                                    |                                                    |                                                    |  |
|  | NXT                                                        | Velveteen Dream                                            | Win                                                        |                  |                   |                                                               |                                                               |                                                               |  |                 |                                                          |                                                          |                                                          |                 |                 |                                                    |                                                    |                                                    |  |
|  | NXT                                                        | Velveteen Dream                                            | Win                                                        |                  |                   |                                                               |                                                               |                                                               |  |                 |                                                          |                                                          |                                                          |                 |                 |                                                    |                                                    |                                                    |  |
|  | 205 Live                                                   | Tony Nese                                                  | 9:05                                                       |                  |                   |                                                               |                                                               |                                                               |  |                 |                                                          |                                                          |                                                          |                 |                 |                                                    |                                                    |                                                    |  |
|  | 205 Live                                                   | Tony Nese                                                  | 9:05                                                       |                  | Velveteen Dream   | Velveteen Dream                                               | Win                                                           |                                                               |  |                 |                                                          |                                                          |                                                          |                 |                 |                                                    |                                                    |                                                    |  |
|  |                                                            |                                                            |                                                            |                  | Velveteen Dream   | Velveteen Dream                                               | Win                                                           |                                                               |  |                 |                                                          |                                                          |                                                          |                 |                 |                                                    |                                                    |                                                    |  |
|  |                                                            |                                                            | Humberto Carillo                                           | Humberto Carillo | 11:23             |                                                               |                                                               |                                                               |  |                 |                                                          |                                                          |                                                          |                 |                 |                                                    |                                                    |                                                    |  |
|  | NXT UK                                                     | Zack Gibson                                                | Humberto Carillo                                           | Humberto Carillo | 11:23             | 6:18                                                          |                                                               |                                                               |  |                 |                                                          |                                                          |                                                          |                 |                 |                                                    |                                                    |                                                    |  |
|  | NXT UK                                                     | Zack Gibson                                                |                                                            |                  |                   |                                                               |                                                               |                                                               |  |                 |                                                          |                                                          |                                                          |                 |                 |                                                    |                                                    |                                                    |  |
|  | 205 Live                                                   | Humberto Carrillo                                          | Win                                                        |                  |                   |                                                               |                                                               |                                                               |  |                 |                                                          |                                                          |                                                          |                 |                 |                                                    |                                                    |                                                    |  |
|  | 205 Live                                                   | Humberto Carrillo                                          | Win                                                        |                  |                   |                                                               |                                                               |                                                               |  | Velveteen Dream | Velveteen Dream                                          | Win                                                      |                                                          |                 |                 |                                                    |                                                    |                                                    |  |
|  |                                                            |                                                            |                                                            |                  |                   |                                                               |                                                               |                                                               |  | Velveteen Dream | Velveteen Dream                                          | Win                                                      |                                                          |                 |                 |                                                    |                                                    |                                                    |  |
|  |                                                            |                                                            | Jordan Devlin                                              | Jordan Devlin    | 12:23             |                                                               |                                                               |                                                               |  |                 |                                                          |                                                          |                                                          |                 |                 |                                                    |                                                    |                                                    |  |
|  | 205 Live                                                   | Drew Gulak                                                 | Jordan Devlin                                              | Jordan Devlin    | 12:23             | Win                                                           |                                                               |                                                               |  |                 |                                                          |                                                          |                                                          |                 |                 |                                                    |                                                    |                                                    |  |
|  | 205 Live                                                   | Drew Gulak                                                 |                                                            |                  |                   |                                                               |                                                               |                                                               |  |                 |                                                          |                                                          |                                                          |                 |                 |                                                    |                                                    |                                                    |  |
|  | NXT UK                                                     | Mark Andrews                                               | 8:29                                                       |                  |                   |                                                               |                                                               |                                                               |  |                 |                                                          |                                                          |                                                          |                 |                 |                                                    |                                                    |                                                    |  |
|  | NXT UK                                                     | Mark Andrews                                               | 8:29                                                       |                  | Drew Gulak        | Drew Gulak                                                    | 11:43                                                         |                                                               |  |                 |                                                          |                                                          |                                                          |                 |                 |                                                    |                                                    |                                                    |  |
|  |                                                            |                                                            |                                                            |                  | Drew Gulak        | Drew Gulak                                                    | 11:43                                                         |                                                               |  |                 |                                                          |                                                          |                                                          |                 |                 |                                                    |                                                    |                                                    |  |
|  |                                                            |                                                            | Jordan Devlin                                              | Jordan Devlin    | Win               |                                                               |                                                               |                                                               |  |                 |                                                          |                                                          |                                                          |                 |                 |                                                    |                                                    |                                                    |  |
|  | —                                                          | BYE                                                        | Jordan Devlin                                              | Jordan Devlin    | Win               |                                                               |                                                               |                                                               |  |                 |                                                          |                                                          |                                                          |                 |                 |                                                    |                                                    |                                                    |  |
|  | —                                                          | BYE                                                        |                                                            |                  |                   |                                                               |                                                               |                                                               |  |                 |                                                          |                                                          |                                                          |                 |                 |                                                    |                                                    |                                                    |  |
|  | NXT UK                                                     | Jordan Devlin                                              |                                                            |                  |                   |                                                               |                                                               |                                                               |  |                 |                                                          |                                                          |                                                          |                 |                 |                                                    |                                                    |                                                    |  |
|  | NXT UK                                                     | Jordan Devlin                                              |                                                            |                  |                   |                                                               |                                                               |                                                               |  |                 |                                                          |                                                          |                                                          | Velveteen Dream | Velveteen Dream | Win                                                |                                                    |                                                    |  |
|  |                                                            |                                                            |                                                            |                  |                   |                                                               |                                                               |                                                               |  |                 |                                                          |                                                          |                                                          | Velveteen Dream | Velveteen Dream | Win                                                |                                                    |                                                    |  |
|  |                                                            |                                                            | Tyler Bate                                                 | Tyler Bate       | 16:09             |                                                               |                                                               |                                                               |  |                 |                                                          |                                                          |                                                          |                 |                 |                                                    |                                                    |                                                    |  |
|  | NXT                                                        | Adam Cole                                                  | Tyler Bate                                                 | Tyler Bate       | 16:09             | Win                                                           |                                                               |                                                               |  |                 |                                                          |                                                          |                                                          |                 |                 |                                                    |                                                    |                                                    |  |
|  | NXT                                                        | Adam Cole                                                  |                                                            |                  |                   |                                                               |                                                               |                                                               |  |                 |                                                          |                                                          |                                                          |                 |                 |                                                    |                                                    |                                                    |  |
|  | NXT                                                        | Shane Thorne                                               | 11:10                                                      |                  |                   |                                                               |                                                               |                                                               |  |                 |                                                          |                                                          |                                                          |                 |                 |                                                    |                                                    |                                                    |  |
|  | NXT                                                        | Shane Thorne                                               | 11:10                                                      |                  | Adam Cole         | Adam Cole                                                     | Win                                                           |                                                               |  |                 |                                                          |                                                          |                                                          |                 |                 |                                                    |                                                    |                                                    |  |
|  |                                                            |                                                            |                                                            |                  | Adam Cole         | Adam Cole                                                     | Win                                                           |                                                               |  |                 |                                                          |                                                          |                                                          |                 |                 |                                                    |                                                    |                                                    |  |
|  |                                                            |                                                            | Keith Lee                                                  | Keith Lee        | 10:24             |                                                               |                                                               |                                                               |  |                 |                                                          |                                                          |                                                          |                 |                 |                                                    |                                                    |                                                    |  |
|  | NXT UK                                                     | Travis Banks                                               | Keith Lee                                                  | Keith Lee        | 10:24             | 5:06                                                          |                                                               |                                                               |  |                 |                                                          |                                                          |                                                          |                 |                 |                                                    |                                                    |                                                    |  |
|  | NXT UK                                                     | Travis Banks                                               |                                                            |                  |                   |                                                               |                                                               |                                                               |  |                 |                                                          |                                                          |                                                          |                 |                 |                                                    |                                                    |                                                    |  |
|  | NXT                                                        | Keith Lee                                                  | Win                                                        |                  |                   |                                                               |                                                               |                                                               |  |                 |                                                          |                                                          |                                                          |                 |                 |                                                    |                                                    |                                                    |  |
|  | NXT                                                        | Keith Lee                                                  | Win                                                        |                  |                   |                                                               |                                                               |                                                               |  | Adam Cole       | Adam Cole                                                | 10:30                                                    |                                                          |                 |                 |                                                    |                                                    |                                                    |  |
|  |                                                            |                                                            |                                                            |                  |                   |                                                               |                                                               |                                                               |  | Adam Cole       | Adam Cole                                                | 10:30                                                    |                                                          |                 |                 |                                                    |                                                    |                                                    |  |
|  |                                                            |                                                            | Tyler Bate                                                 | Tyler Bate       | Win               |                                                               |                                                               |                                                               |  |                 |                                                          |                                                          |                                                          |                 |                 |                                                    |                                                    |                                                    |  |
|  | NXT                                                        | Dominik Dijakovic                                          | Tyler Bate                                                 | Tyler Bate       | Win               | Win                                                           |                                                               |                                                               |  |                 |                                                          |                                                          |                                                          |                 |                 |                                                    |                                                    |                                                    |  |
|  | NXT                                                        | Dominik Dijakovic                                          |                                                            |                  |                   |                                                               |                                                               |                                                               |  |                 |                                                          |                                                          |                                                          |                 |                 |                                                    |                                                    |                                                    |  |
|  | 205 Live                                                   | TJP                                                        | 8:57                                                       |                  |                   |                                                               |                                                               |                                                               |  |                 |                                                          |                                                          |                                                          |                 |                 |                                                    |                                                    |                                                    |  |
|  | 205 Live                                                   | TJP                                                        | 8:57                                                       |                  | Dominik Dijakovic | Dominik Dijakovic                                             | 9:23                                                          |                                                               |  |                 |                                                          |                                                          |                                                          |                 |                 |                                                    |                                                    |                                                    |  |
|  |                                                            |                                                            |                                                            |                  | Dominik Dijakovic | Dominik Dijakovic                                             | 9:23                                                          |                                                               |  |                 |                                                          |                                                          |                                                          |                 |                 |                                                    |                                                    |                                                    |  |
|  |                                                            |                                                            | Tyler Bate                                                 | Tyler Bate       | Win               |                                                               |                                                               |                                                               |  |                 |                                                          |                                                          |                                                          |                 |                 |                                                    |                                                    |                                                    |  |
|  | 205 Live                                                   | Cedric Alexander                                           | Tyler Bate                                                 | Tyler Bate       | Win               | 10:37                                                         |                                                               |                                                               |  |                 |                                                          |                                                          |                                                          |                 |                 |                                                    |                                                    |                                                    |  |
|  | 205 Live                                                   | Cedric Alexander                                           |                                                            |                  |                   |                                                               |                                                               |                                                               |  |                 |                                                          |                                                          |                                                          |                 |                 |                                                    |                                                    |                                                    |  |
|  | NXT UK                                                     | Tyler Bate                                                 | Win                                                        |                  |                   |                                                               |                                                               |                                                               |  |                 |                                                          |                                                          |                                                          |                 |                 |                                                    |                                                    |                                                    |  |
|  | NXT UK                                                     | Tyler Bate                                                 | Win                                                        |                  |                   |                                                               |                                                               |                                                               |  |                 |                                                          |                                                          |                                                          |                 |                 |                                                    |                                                    |                                                    |  |
|  |                                                            |                                                            |                                                            |                  |                   |                                                               |                                                               |                                                               |  |                 |                                                          |                                                          |                                                          |                 |                 |                                                    |                                                    |                                                    |  |

### Worlds Collide 2020
Worlds Collide 2020 tuvo lugar el 25 de enero de 2020 desde el Toyota Center en Houston, Texas. Se celebrara un día antes del evento Royal Rumble. 

#### Antecedentes
Para este año que viene 2020 la WWE quiso hacer de Worlds Collide un evento como Survivor Series 2017/18/19 donde las marcas se enfrentan, en este caso se enfrentaran NXT vs. NXT UK.

#### Resultados
- Kick-Off: La Campeona Femenina del Reino Unido de NXT Kay Lee Ray derrotó a Mia Yim. (9:15)
  - Ray cubrió a Yim después de revertir un «Roll-up» en otro «Roll-up» mientras se sostenía de las cuerdas.
  - El Campeonato Femenino del Reino Unido de NXT de Ray no estuvo en juego.
- Finn Bálor derrotó a Ilja Dragunov. (14:00)
  - Bálor cubrió a Dragunov después de un «Coup de Grâce» seguido de un «1916».
- Jordan Devlin derrotó a Angel Garza, Isaiah "Swerve" Scott y Travis Banks y ganó el Campeonato Peso Crucero de NXT. (12:05)
  - Devlin cubrió a Scott después de un «Devlin Side».
- #DIY (Johnny Gargano & Tommaso Ciampa) derrotaron a Moustache Mountain (Trent Seven & Tyler Bate). (22:55)
  - Ciampa cubrió a Seven después de un «Meeting in the Middle».
  - Después de la lucha, ambos equipos se dieron la mano en señal de respeto.
- Rhea Ripley derrotó a Toni Storm y retuvo el Campeonato Femenino de NXT. (10:15)
  - Ripley cubrió a Storm después de un «Riptide».
- Imperium (WALTER, Fabian Aichner, Marcel Barthel & Alexander Wolfe) derrotaron a The Undisputed Era (Adam Cole, Roderick Strong, Bobby Fish & Kyle O'Reilly). (29:50)
  - WALTER cubrió a Fish después de un «Powerbomb».
  - Durante la lucha, Wolfe fue legítimamente lesionado, siendo retirado por personal médico.

### Worlds Collide 2022
Worlds Collide 2022 tuvo lugar el 4 de septiembre de 2022 desde el Capitol Wrestling Center en Orlando, Florida. Se celebrara un día después del evento Clash at the Castle en Reino Unido.

#### Resultados
- Carmelo Hayes (con Trick Williams) derrotó a Ricochet y retuvo el Campeonato Norteamericano de NXT (15:57).[6][7]
  - Hayes cubrió a Ricochet con un «Roll-Up».
  - Durante la lucha, Williams interfirió a favor de Hayes.
- Pretty Deadly (Elton Prince & Kit Wilson) (con Lash Legend) derrotaron a The Creed Brothers (Brutus Creed & Julius Creed) (c-2.0) (con Damon Kemp), Josh Briggs & Brooks Jensen (c-UK) (con Fallon Henley) y Gallus (Mark Coffey & Wolfgang) (con Joe Coffey) y ganaron el Campeonato en Parejas de NXT y el Campeonato en Parejas del Reino Unido de NXT (15:34).[8][9]
  - Mark cubrió a Jensen después de un «Powerslam» de Wolfgang (4:45).
  - Julius cubrió a Wolfgang después de un «Low Angle Lariat» (8:40).
  - Prince cubrió a Julius después de que Kemp lo atacara con una silla (15:45).
  - Durante la lucha, Legend, Henley y Joe interfirieron a favor de sus respectivos equipos.
  - Después de ser eliminados, Briggs & Jensen y Gallus se atacaron mutuamente.
  - Ambos campeonatos estuvieron en juego.
- La Campeona Femenina de NXT Mandy Rose derrotó a Meiko Satomura (c) y Blair Davenport y ganó el Campeonato Femenino del Reino Unido de NXT (13:17).[10][11]
  - Rose cubrió a Davenport después de un «Kiss The Rose».
  - Ambos campeonatos estuvieron en juego.
- Katana Chance & Kayden Carter derrotaron a Doudrop & Nikki A.S.H. y retuvieron el Campeonato Femenino en Parejas de NXT (10:19).[12][13][14]
  - Chance cubrió a Doudrop después de un «450 Neckbreaker».
  - Durante la lucha, Toxic Attraction (Gigi Dolin & Jacy Jayne) interfirieron en contra de Doudrop & Nikki A.S.H.
- El Campeón de NXT Bron Breakker derrotó a Tyler Bate y ganó el Campeonato del Reino Unido de NXT (17:11).[15][16]
  - Breakker cubrió a Bate después de un «Spear».
  - Ambos campeonatos estuvieron en juego.[17]

### Worlds Collide 2025
Worlds Collide 2025 tuvo lugar el 7 de junio de 2025 desde el Kia Forum en Inglewood, California. Fue el primer evento en conjunto entre WWE y Lucha Libre AAA Worldwide (AAA) y también la primer edición en ser transmitida por Youtube.

##### Resultados
- Octagón Jr., Aero Star & Mr. Iguana (con La Yesca) derrotaron a Latino World Order (Dragon Lee & Cruz del Toro) & Lince Dorado (14:10).[18]
  - Octagon cubrió a Lince Dorado después de un «Fallaway Slam» desde la tercera cuerda.
  - Durante la lucha, Yesca intervino a favor de Octagón, Iguana y Aerostar.
  - Después de la lucha, Dominik Mysterio confrontó a Octagon Jr. y lo retó a una lucha por el Campeonato Intercontinental esa misma noche en Money in the Bank.
  - Originalmente, Joaquin Wilde iba a participar en la lucha, pero debido a una lesión en la grabación de Speed del 2 de junio fue reemplazado por Dorado.
- Stephanie Vaquer & Lola Vice derrotaron a Dalys & Chik Tormenta (9:35).[19]
  - Vaquer cubrió a Dalys después de un «SVB».
- Legado Del Fantasma (Santos Escobar, Angel & Berto) derrotó a El Hijo de Dr. Wagner Jr., Pagano & Psycho Clown (15:00).[20]
  - Escobar cubrió a Wagner después de un «Phantom Driver».
- Ethan Page derrotó a Je'Von Evans, Rey Fénix y Laredo Kid y retuvo el Campeonato Norteamericano de NXT (14:55).[21]
  - Page cubrió a Laredo Kid después de un «Twisted Smile».
- El Hijo del Vikingo derrotó a Chad Gable y retuvo el Megacampeonato de AAA (22:00). [22]
  - Vikingo cubrió a Gable después de un «630 Senton».
  - Después de la lucha, Vikingo celebró junto a Latin Lover, Blue Demon Jr., Mascarita Sagrada y los Faces que lucharon en el evento.

### Worlds Collide: Las Vegas
Worlds Collide 2025 tendrá lugar el 12 de septiembre del 2025 desde el Thomas & Mack Center en Las Vegas, Nevada. Será un evento en conjunto entre WWE y Lucha Libre AAA Worldwide (AAA), será transmitido por Youtube.

##### Luchas pactadas
Megacampeonato de AAA: El Hijo del Vikingo (c) vs. Dominik Mysterio.